# Sport Club Marsala 1975-1976
Questa pagina raccoglie i dati riguardanti lo Sport Club Marsala nelle competizioni ufficiali della stagione 1975-1976.

## Rosa
| N. |                   | Ruolo | Calciatore             |
| -- | ----------------- | ----- | ---------------------- |
|    | Italia (bandiera) |       | Arasi                  |
|    | Italia (bandiera) |       | Belloli                |
|    | Italia (bandiera) | D     | Filippo Calamusa       |
|    | Italia (bandiera) | C     | Dionisio Collavini     |
|    | Italia (bandiera) | C     | Bruno Colletti         |
|    | Italia (bandiera) |       | Cremaschi              |
|    | Italia (bandiera) | C     | Siro D'Alessandro      |
|    | Italia (bandiera) | P     | Paolo De Marco         |
|    | Italia (bandiera) | D     | Gian Luigi Gavino      |
|    | Italia (bandiera) | C     | Salvatore Guspini      |
|    | Italia (bandiera) | D     | Silvio Violante Iozzia |
|    | Italia (bandiera) | A     | Paolo Lacchetti        |
|    | Italia (bandiera) | A     | Pietro Licari          |

| N. |                   | Ruolo | Calciatore         |
| -- | ----------------- | ----- | ------------------ |
|    | Italia (bandiera) | C     | Giacomo Lombardo   |
|    | Italia (bandiera) | P     | Badassare Nastasi  |
|    | Italia (bandiera) |       | Novarra            |
|    | Italia (bandiera) | C     | Giovanni Oddo      |
|    | Italia (bandiera) | C     | Antonino Palermo   |
|    | Italia (bandiera) | D     | Giovanni Petrone   |
|    | Italia (bandiera) | A     | Marcello Pitino    |
|    | Italia (bandiera) | C     | Lino Sala          |
|    | Italia (bandiera) | A     | Roberto Sorrentino |
|    | Italia (bandiera) | A     | Giovanni Sovilla   |
|    | Italia (bandiera) | D     | Ulderico Turri     |
|    | Italia (bandiera) | C     | Felice Vermiglio   |